# گرشاسپ (پسر زو)
گَرْشاسْپ (به اوستایی: ت.ت. 'کِرِسِسْپَ'؛ به پارسی میانه: ت.ت. 'کَرْشاسْپ')، پسر زَوْ، از پادشاهان پیشدادی است. او را نباید با گرشاسپ پهلوان و نیای رستم اشتباه کرد. نام گرشاسپ از اوستایی کِرِسِسپَ گرفته شده و به‌معنای «دارندهٔ اسب لاغر» است.

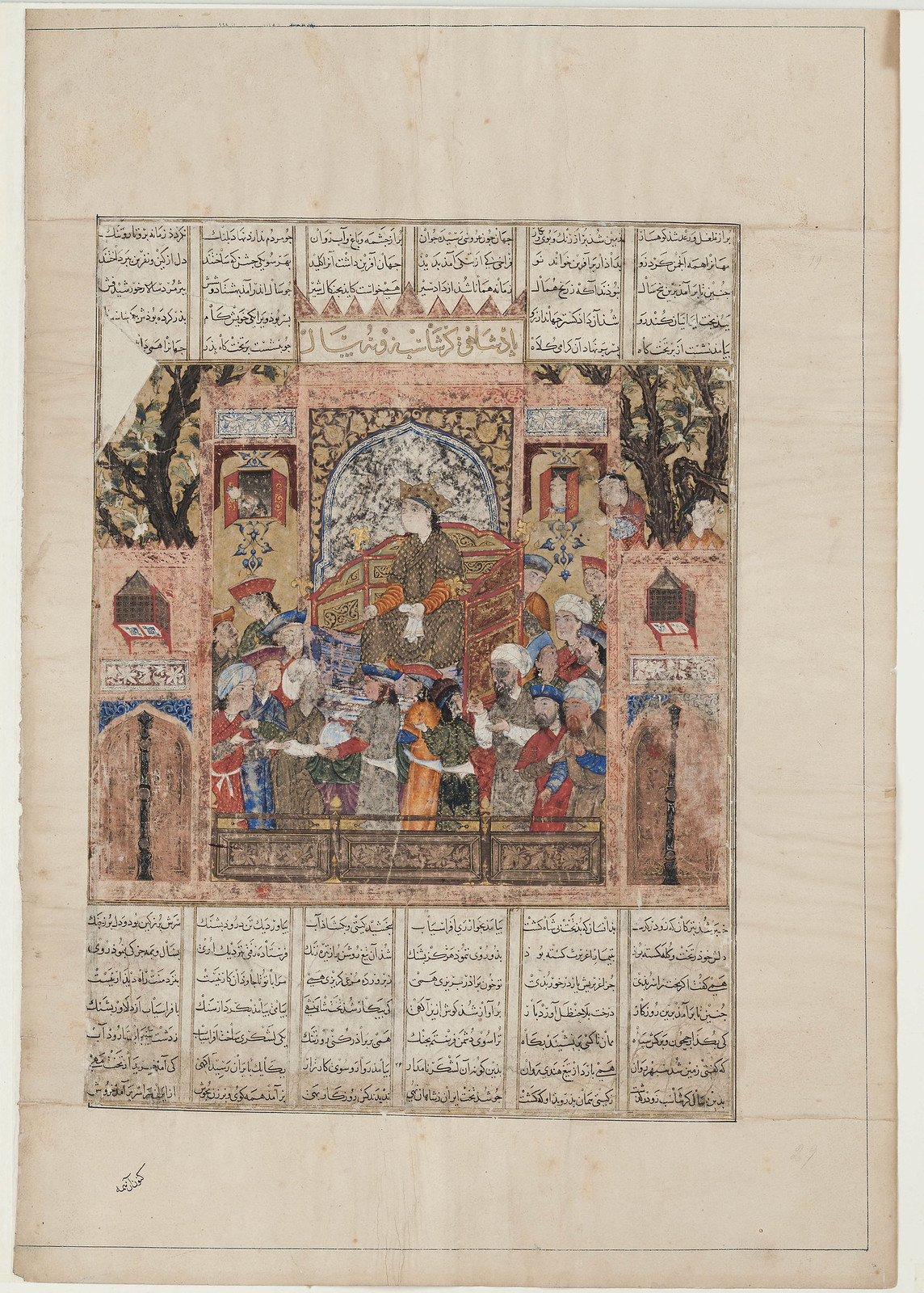
نگاره‌ای از تاج و تخت گرشاسپ (پسر زَو) در شاهنامه ابوسعیدی

جلال خالقی مطلق ابیات مربوط به پادشاهی گرشاسپ را الحاقی و غیر اصیل می‌داند، و این ابیات را در نسخهٔ تصحیحی خود ندارد؛ زیرا که این ابیات در نسخه‌های فلورانس (۶۱۴ هجری) و استانبول (۷۳۱ هجری) نیست و در ترجمهٔ عربی بنداری هم نیامده است. و همچنین با توجه به اشعار شاهنامه پس از درگذشت زَوْطهماسپ، ایران بی‌شاه می‌ماند و ایرانیان به زال پناه می‌برند و از زابل، زال و رستم و سپاه ایران برای مقابله با افراسیاب می‌شتابند.
ابیات مربوط به پادشاهی گرشاسپ در ترجمهٔ عربی شاهنامهٔ فردوسی، غررالسیر ثعالبی نیز نیامده است.
در کتاب فارس‌نامه از ابن بلخی آمده‌است، مادر گرشاسپ دختر پورِ یامین پورِ یعقوب بوده‌است.

## درشاهنامه
ایرانیان در دوران گرشاسپ‌زَو و پدرش زَوْطهماسپ به سبب شکست سختی که در زمان نوذر از تورانیان خورده بودند و حتی نوذر به دست افراسیاب کشته گشته بود، هرگز نتوانستند قد راست نمایند. نوذر هنگام محاصرهٔ پایتخت کشور توسط افراسیاب، پشت به قارن شاه ری گرم داشت، اما قارن نیز در آن زمان توان رویارویی با افراسیاب را نداشت. به همین سبب ایرانیان چشم یاری و کمک به زابلیان دوخته بودند.
زَوْطهماسپ که درگذشت و گرشاسپ‌زَوْ بر تخت ایران نشست، خبرش به توران رسید، افراسیاب که در آن زمان سپهسالار توران بود نه شاه توران، درنگ را جایز ندانست علی‌رغم بی‌میلی پشنگ نیایش، از طریق خوار ری به ایران هجوم آورد و ایرانیان نزد زال شتافتند زال از پیری و کهولت شکوه نمود، ولی نوید رستم را در مشارکت و دفاع به ایرانیان داد، ولی رستم نوجوانی است که هنوز لب‌اش بوی شیر می‌دهد.

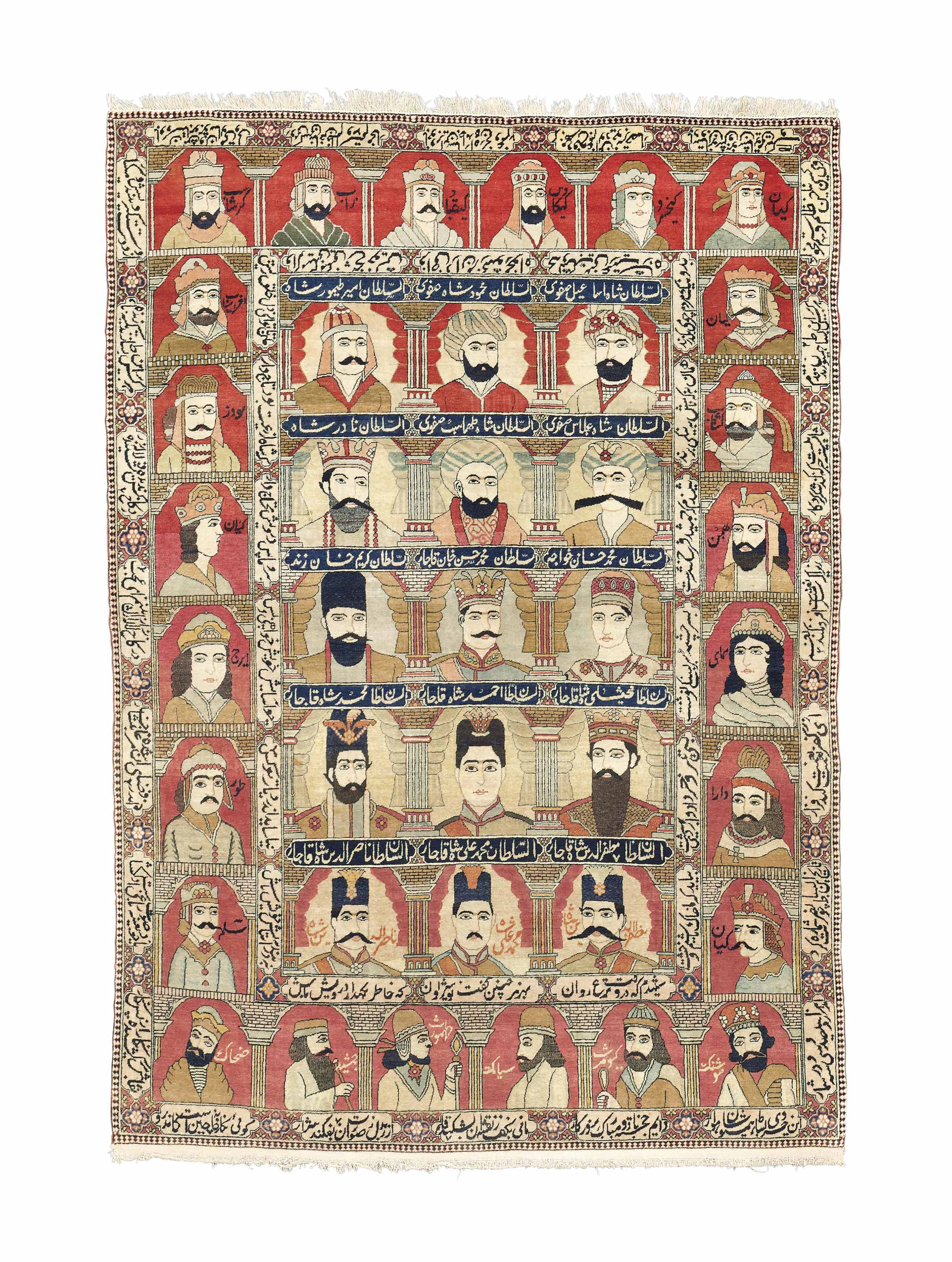
یک فرش کهن کاشانی از دورهٔ قاجاری که دور تا دور آن نقش پادشاهان اسطوره‌ای ایران قرار گرفته‌اند. در میانهٔ آن، نگارهٔ چند تن از شاهان ایران نوین جا داده شده‌است.

| پسر بود زو را یکی خویش کام    |  | پدر کرده بودیش گرشاسپ نام     |
| بیامد نشست از بر تخت و گاه    |  | به سر برنهاد آن کیانی کلاه    |
| چو بنشست بر تخت و گاه پدر     |  | جهان را همی داشت با زیب و فر  |
| چنین تا برآمد برین روزگار     |  | درخت بلا کینه آورد بار        |
| به ترکان خبر شد که زو در گذشت |  | بر آنسان که بد تخت بی‌کاره گشت |
| بیامد به خوار ری افراسیاب     |  | ببخشید گیتی و بگذاشت آب       |